# 5520 Natori
5520 Natori eller 1990 RB är en asteroid i huvudbältet som upptäcktes den 12 september 1990 av den japanska astronomen Takeshi Urata vid Nihondaira-observatoriet. Den är uppkallad efter den japanske astronomen Akira Natori.
Asteroiden har en diameter på ungefär 12 kilometer och den tillhör asteroidgruppen Eos.